# Liste der Kulturgüter in Saignelégier
Die Liste der Kulturgüter in Saignelégier enthält alle Objekte in der Gemeinde Saignelégier im Kanton Jura, die gemäss der Haager Konvention zum Schutz von Kulturgut bei bewaffneten Konflikten, dem Bundesgesetz vom 20. Juni 2014 über den Schutz der Kulturgüter bei bewaffneten Konflikten sowie der Verordnung vom 29. Oktober 2014 über den Schutz der Kulturgüter bei bewaffneten Konflikten unter Schutz stehen.
Objekte der Kategorie A sind im Gemeindegebiet nicht ausgewiesen, Objekte der Kategorie B sind vollständig in der Liste enthalten, Objekte der Kategorie C fehlen zurzeit (Stand: 1. Januar 2023).

## Kulturgüter
| Foto |                                                                                         | Objekt                                                                                             | Kat. | Typ | Standort                                          | Beschreibung |
| ---- | --------------------------------------------------------------------------------------- | -------------------------------------------------------------------------------------------------- | ---- | --- | ------------------------------------------------- | ------------ |
| BW   | Datei hochladen · Wikidata zu Ruinen der Burg von Franquemont - Mittelalter (Q29785507) | Franquemont, mittelalterliche Burgruine / Franquemont, ruines médiévales du château KGS-Nr.: 03542 | B    | F   | Goumois 563159 / 233610                           |              |
| ja   | Datei hochladen · Wikidata zu Kirche Saint-Pierre-et-Saint-Paul (Q29785505)             | Kirche Saint-Pierre-et-Saint-Paul / Église Saint-Pierre-et-Saint-Paul KGS-Nr.: 03564               | B    | G   | Les Pommerats, Haut du Village 20 565810 / 235736 |              |
| ja   | Datei hochladen · Wikidata zu Kastlanei (Q29785503)                                     | Kastlanei / Châtellenie KGS-Nr.: 03596                                                             | B    | G   | Place du 23-Juin 6 566523 / 234031                |              |
| ja   | Datei hochladen · Wikidata zu Kirche Notre-Dame-de-l'Assomption (Q29785504)             | Kirche Notre-Dame-de-l’Assomption / Église Notre-Dame-de-l’Assomption KGS-Nr.: 03597               | B    | G   | Place du 23-Juin 5 566483 / 233965                |              |
| ja   | Datei hochladen · Wikidata zu Halle du Marché-Concours (Q29785506)                      | Halle du Marché-Concours KGS-Nr.: 03598                                                            | B    | G   | Place Général-Guisan 1 566640 / 233747            |              |